# Камчатка (Мордовия)
Камчатка — посёлок в Ичалковском районе Республики Мордовия России. Входит в состав Берегово-Сыресевского сельского поселения.

## История
Основан в 1922 году переселенцами из села Болдасево.

## Население
| 2002 | 2010 |
| ---- | ---- |
| 6    | ↘4   |

Национальный состав
Согласно результатам переписи 2002 года, в национальной структуре населения мордва-эрзя составляли 83 %